# Geschichte des Arabers mit den Bohnen
Die Geschichte des Arabers mit den Bohnen ist ein orientalisches Märchen aus den Geschichten aus Tausendundeiner Nacht. In der Arabian Nights Encyclopedia ist es als ANE 77 gelistet.
Die Kurzgeschichte erzählt eine Anekdote über Dscha'far ibn Yahya, den ehemaligen Wesir des Abbasiden-Kalifen Harun al-Raschid.

## Handlung
Als der Kalif Harun al-Raschid seinen Wesir, den Barmakiden Dscha’far Ibn Yahya hängen ließ, befahl er, dass jeder, der ihn betrauerte, ebenfalls gehängt werden sollte. Eines Tages kam ein Araber aus der Wüste, der jedes Jahr Dschafar dem Wesir ein Gedicht überreichte, für das er tausend Dinare erhielt und davon ein Jahr lag seine Familie ernährte. Als er hörte, dass Dscha’far hingerichtet worden war, weinte er laut und schlief ein. Da erschien ihm der Gehängte im Traum und sagte ihm, er solle zu einem bestimmten Kaufmann in Basra gehen und ihm sagen, dass Dscha’far der Barmakide ihn grüße und bei den Bohnen beschwöre, er solle dem Araber tausend Dinare geben. Der Araber machte sich auf den Weg nach Basra, fand den Kaufmann und trug ihm Dscha’fars Bitte vor. Der Kaufmann brach in Wehklagen aus. Er bewirtete den Araber drei Tage lang, dann schenkte er ihm 1500 Dinare, 500 davon als eigenes Geschenk. Auch ließ er den Araber jedes Jahr wiederkommen und gab ihm jeweils eintausend Dinare. Der Araber bat den Kaufmann zu erzählen, was Dscha’far mit den Bohnen gemeint habe. Der Kaufmann erzählte, dass er einst ein armer Bohnenhändler war. Als er an einem kalten Tag in schlechter Kleidung frierend auf dem Markt war, bemerkte Dscha’far ihn und bat ihn, seinem Gefolge die Bohnen zu verkaufen. Dscha’far zahlte ihm eine gewaltige Menge Golddinare. Der Kaufmann erklärte, dass Dscha’fars Güte ihn reich gemacht hatte, und wenn er dem Araber jedes Jahr eintausend gebe, sei dies nur eine geringe Vergeltung für das, was Dscha’far ihm Gutes getan habe.

## Hintergrund
Die Geschichte findet sich in den ägyptischen Handschriften sowie den frühen arabischen Druckeditionen, mit Ausnahme der Breslauer Edition. Gustav Weil nutzte die Bulaq-Edition, Richard Francis Burton und Enno Littmann nutzten für ihre Sammlungen die Kalkutta-II-Edition.
Bei Enno Littmann trägt die Erzählung den Titel "Die Geschichte vom Edelmut des Barmekiden Dscha'far gegen den Bohnenverkäufer".

## Ausgaben
- Gustav Weil: Tausend und eine Nacht – Arabische Erzählungen, Karl Müller Verlag, Erlangen 1984 (dt. Erstausgabe 1839), Band 4, S. 51f. (Bulaq-Edition)
- Enno Littmann: Die Erzählungen aus den tausendundein Nächten, Insel Verlag, Frankfurt 1968, Band 3, S. 169–172 (Kalkutter-II-Edition)